# Cantó de Vibraye
El cantó de Vibraye és un cantó francès del departament de Sarthe, situat al districte de Mamers. Té sis municipis i el cap es Vibraye.

## Municipis
- Berfay
- Dollon
- Lavaré
- Semur-en-Vallon
- Valennes
- Vibraye

## Història
| Data d'elecció                           | Identitat                | Partit        | Qualitat |
| ---------------------------------------- | ------------------------ | ------------- | -------- |
| 1945-1958                                | Alexandre Bouguereau     | radical       |          |
| 1958-1976                                | André Leguay             | RI            |          |
| 1976-1982                                | Pierre Hervé             | Divers gauche |          |
| 1982-2008                                | Marie-Solange d'Harcourt | Divers droite |          |
| 2008-                                    | Jacky Breton             | PS            |          |
| les dades anteriors no són pas conegudes |                          |               |          |
|                                          |                          |               |          |

## Demografia
| A partir de 1990: Població sense dobles comptes |